# Comuna de Chotcza
Chotcza (polaco: Gmina Chotcza) é uma gminy (comuna) na Polónia, na voivodia de Mazóvia e no condado de Lipski. A sede do condado é a cidade de 1999.
De acordo com os censos de 2004, a comuna tem 2629 habitantes, com uma densidade 29,6 hab/km².

## Área
Estende-se por uma área de 88,82 km², incluindo:
- área agricola: 73%
- área florestal: 17%

## Demografia
Dados de 30 de Junho 2004:
|                      | Total   | Total | Mulheres | Mulheres | Homens  | Homens |
| -------------------- | ------- | ----- | -------- | -------- | ------- | ------ |
|                      | pessoas | %     | pessoas  | %        | pessoas | %      |
| População            | 2629    | 100   | 1313     | 49,9     | 1316    | 50,1   |
| Densidade (pop./km²) | 29,6    | 100   | 14,8     | 14,8     | 14,8    | 14,8   |

De acordo com dados de 2002, o rendimento médio per capita ascendia a 1300,64 zł.

## Subdivisões
- Baranów, Białobrzegi, Chotcza, Chotcza Dolna, Chotcza Górna, Gniazdków, Gustawów, Jarentowskie Pole, Karolów, Kijanka, Kolonia Wola Solecka, Niemieryczów, Siekierka Nowa, Siekierka Stara, Tymienica Nowa, Tymienica Stara, Zajączków.

## Comunas vizinhas
- Ciepielów, Lipsko, Łaziska, Przyłęk, Solec nad Wisłą, Wilków, Zwoleń